# Bakharwal
El bakharwal es una raza de perro de trabajo que se encuentra en la región de Pir Panjal, línea de montañas en los Himalayas de Cachemira, donde ha sido criado durante siglos por las tribus nómadas de Gurjar como perro guardián de ganado y protector en sus asentamientos de la tribu. Según estudios recientes, la especie se encuentra en peligro de extinción.

## Historia
Perteneciente a una variedad magra de los molosos asiáticos, el pastor de cachemira está relacionado con algunas variedades de dogo del Tíbet y otras razas de Asia Central, pero los pastores Gujjar reclaman su origen muy anterior a ninguna otra raza regional. Mientras esto es objeto de debate, su color negro y bronce y su construcción física ha llevado a varias autoridades a relacionarlo con antiguos molosos como el mastín de Hircania, el molossos tis epirou, el sylvan, el pastor de Tuvan y la variedad siah sag del Sage Mazandarani iraní, así como otros descendientes europeos de estas razas.

## Apariencia
De pecho ancho, musculoso y ágil, el pastor de Cachemira tiene un lomo recto, hombros anchos y patas largas. Su cuerpo está formado por huesos fuertes y anchos, con un poderoso cuello y la cabeza grande.
El pelo de su denso manto es liso y de longitud media proporcionando una protección adecuada a la dureza del clima de la región, así como al ataque de depredadores. El color más común valorado de su manto es negro y bronce, pero se pueden encontrar también de tres colores y picazo (grandes manchas sin pigmentación). Existe una amplia variedad de tamaños desde 60 hasta 76 cm de altura a la cruz.